# Legend (Poco)
| Recensione              | Giudizio |
| ----------------------- | -------- |
| AllMusic                | [ 1 ]    |
| Dizionario del Pop-Rock | [ 2 ]    |
| 24.000 dischi           | [ 3 ]    |

Legend è un album dei Poco, pubblicato dalla ABC Records nel novembre del 1978. Importanti cambiamenti nel gruppo prima dell'incisione di quest'album: lasciano Timothy Schmit e il componente originale del gruppo, il batterista George Grantham, sostituiti rispettivamente da Charlie Harrison e Steve Chapman.
L'album raggiunse (il 7 aprile 1979) la quattordicesima posizione della Chart statunitense Billboard 200 e fu la migliore posizione di classifica raggiunta dal gruppo.

## Tracce
Lato A
1. Boomerang – 3:48 (Paul Cotton)
2. Spellbound – 5:13 (Rusty Young)
3. Barbados – 3:31 (Paul Cotton)
4. Little Darlin' – 3:47 (Rusty Young)
5. Love Comes Love Goes – 3:55 (Rusty Young)

Lato B
1. Heart of the Night – 4:49 (Paul Cotton)
2. Crazy Love – 2:55 (Rusty Young)
3. The Last Goodbye – 5:40 (Rusty Young)
4. Legend – 4:16 (Rusty Young)

## Formazione
- Paul Cotton - voce, chitarra solista
- Rusty Young - voce, chitarra steel, chitarra
- Charlie Harrison - basso, armonie vocali
- Steve Chapman - batteria

Musicisti aggiunti
- Jai Winding - tastiere
- Tom Stephenson - tastiere (brani: Boomerang, Barbados e Love Comes Love Goes)
- Steve Forman - percussioni
- Phil Kenzie - sassofono
- Michael Boddicker - sintetizzatore

Note aggiuntive
- Richard Sanford Orshoff - produttore
- Linda Safan - assistente alla produzione
- Registrazioni effettuate al Crystal Studios di Hollywood (California), aprile-agosto, 1978 ed al The Village Recorder di Los Angeles (California), agosto-settembre, 1978
- David Henson - ingegnere delle registrazioni
- Jim Hill - assistente ingegnere delle registrazioni (al Crystal Studios)
- Barbara Issak - assistente ingegnere delle registrazioni (al The Village Recorder)
- Joe Chiccarelli - ingegnere del mixaggio
- Llew Llewellyn - road manager e equipaggiamento
- Philip Hartmann - design copertina album[7]